# Chloroclystis sordida
Chloroclystis sordida là một loài bướm đêm trong họ Geometridae.